# ليو كرولي
ليو كرولي (بالإنجليزية: Leo Crowley)‏ هو مصرفي أمريكي، ولد في 15 أغسطس 1889، وتوفي في 1972.